# Olga Kurylenko
Olga Kostyantynivna Kurylenko (Ucraniano: Ольга Костянтинівна Куриленко, Berdyansk, RSS de Ucrania; 14 de noviembre de 1979) es una modelo y actriz franco-ucraniana. Se dio a conocer y adquirió fama internacional tras interpretar su papel de Chica Bond en la película Quantum of Solace.

## Biografía
Olga Kurylenko fue descubierta a los 15 años de edad por una buscadora de modelos mientras estaba de vacaciones en Moscú.
Se trasladó a París a los 16 años, donde firmó por la agencia de modelos Madison, y a los pocos años ya era portada de las revistas Elle, Marie-Claire y Madame Figaro. En 2001 obtuvo la nacionalidad francesa tras su matrimonio con el fotógrafo de moda francés Cédric van Mol. Comienza su carrera filmográfica en Francia en 2005.
Recibió el certificado de Excellence Award en el Festival de Cine de Brooklyn (BFF) de 2006, por su actuación en L'Annulaire, de la realizadora francesa Diane Bertrand. También actuó en la película colectiva Paris, je t'aime, en el segmento Quartier de la Madeleine, de Vincenzo Natali, junto a Elijah Wood.
En 2007 actuó en Hitman, junto a Timothy Olyphant. Pero su fama aumenta gracias a su papel como Chica Bond (de nombre Camille) en la película del agente 007 Quantum of Solace. En esta película, ella interpreta a Camille Montes, una agente del Servicio Secreto boliviano que colabora con Bond para derribar a una peligrosa organización terrorista. Impulsada por una venganza personal, Montes también busca represalias contra el malvado General Medrano, quien asesinó brutalmente a su familia cuando ella era niña.
En 2011 protagonizó en Ucrania la película La Terre outragée (en inglés: Land of Oblivion), de la realizadora franco-israelí Michale Boganim. Es una de las primeras películas de ficción sobre la catástrofe de Chernobyl, 25 años después de la explosión de la central nuclear. El mismo año protagonizó también la película de Terrence Malick To the Wonder, junto con Ben Affleck, Javier Bardem y Rachel McAdams.
Protagonizó luego la serie Magic City, estrenada el 30 de marzo de 2012.
En 2013 tuvo un papel importante en la película estadounidense Oblivion, de ciencia ficción, dirigida y coproducida por Joseph Kosinski, y protagonizada por Tom Cruise y Andrea Riseborough, entre otros.
En 2018 protagonizó junto a Rowan Atkinson la película Johnny English: de nuevo en acción en el papel de Ophelia Bhuletova.
En 2021 interpreta en Centinela a la soldado lesbiana Klara, quien vengará la violación de la cual fue víctima su hermana.

## Filmografía
- L'Annulaire (2005)
- Paris, je t'aime (2006)
- Le Porte-bonheur (2006)
- Le serpent (2006)
- Suspectes (2007)
- Hitman (2007)
- Tyranny (2007)
- À l’est de moi (2008)
- Max Payne (2008)
- Quantum of Solace (2008)

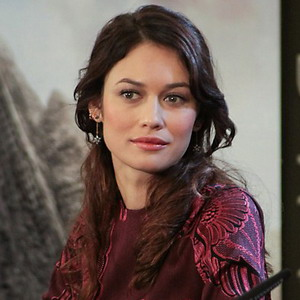
Olga Kurylenko.

- Kirot – The Assassin Next Door (2009)
- Centurión (2010)
- Encontrarás dragones (2011)
- To the Wonder (2012)
- La terre outragée (2012)
- The Expatriate (El último testigo) (2012)
- Siete psicópatas (2012)
- Oblivion (2013)
- Vampire Academy (2014)
- The November Man (La conspiración de noviembre, 2014)
- The Water Diviner (El maestro del agua, 2014)
- Un día perfecto (2015)
- Momentum (2015)
- La corrispondenza (2016)
- Salty (2017)
- La muerte de Stalin (2017)
- Mara (2018)
- The Man Who Killed Don Quixote (2018)
- Johnny English Strikes Again (2018)
- El emperador de París (2018)
- Dans la brume (2018)
- L’intervention (La intervención, 2019)
- La mensajera (2019)
- The Room (2019)
- Los traductores (2020)
- La bahía del silencio (2020)
- The Hunting (2021)
- Centinela (2021)
- Black Widow (2021)
- High Heat (2022)
- Extraction 2 (2023)
- The Paradox effect (2023)
- Thunderbolts* (2025)